# Trade Profiles
Trade Profiles ist der Name einer jährlichen Publikation der Welthandelsorganisation.

## Veröffentlichungsweise
Die Publikation wird seit 2006 in allen Sprachen der Welthandelsorganisation veröffentlicht, Englisch, Spanisch und Französisch. Auf Französisch firmiert die Publikation unter Profils Commerciaux, auf Spanisch unter Perfiles Comerciales.

## Inhalt
Die WTO Trade Profiles beinhalten zweiseitige Profile von einzelnen Wirtschaften, darunter allen Mitgliedern, Beobachtern und anderen Wirtschaften. Die Informationen stellen eine Zusammenstellung der Informationen der einzelnen WTO Abteilungen dar, unter anderem Informationen zu Handelsbewegungen und Handelsmaßnahmen der Mitglieder. Die Trade Profiles ist eine von mehreren Publikationen, mit der die Welthandelsorganisation statistische Daten über die Mitglieder herausgibt.
Sie werden genutzt, um die Handelssituation zweier Nationen einfach miteinander vergleichen zu können.